# 瑟尔特
瑟尔特是德国莱茵兰-普法尔茨州的一个市镇。总面积1.99平方公里，总人口251人，其中男性112人，女性139人（2011年12月31日），人口密度126人/平方公里。